# 3 Armia (Francja)
3 Armia (fr. 3e armée française) – armia polowa wchodząca w skład wojsk francuskich podczas I i II wojny światowej.

## Dowódcy

### I wojna światowa
- Pierre Ruffey (okres mobilizacji 1914 – 30 sierpnia 1914)
- Maurice Sarrail (30 sierpnia 1914 – 22 lipca 1915)
- Louis Humbert (22 lipca 1915 – zawieszenie broni 1918)

3 Armia walczyła najpierw podczas realizacji planu XVII (atak na Lotaryngię), a następnie stacjonowała w Ardenach.

### II wojna światowa
- Charles-Marie Condé (2 września 1939 – 20 czerwca 1940)